# Anpanman
Anpanman (jap. アンパンマン Anpanman) – japoński serial animowany oraz manga. Pierwszy odcinek został wyemitowany 3 października 1988 roku na kanale NTV. Serial jest przeznaczony głównie dla młodej widowni. Pierwszy tom mangi ukazał się w 1973 roku. 
Anpanman jest trzecim najdłużej emitowanym serialem animowanym w Japonii. Odcinek nr 1000 został wyemitowany 28 sierpnia 2009 roku. Anpanman znajduje się w Księdze rekordów Guinnessa, jako serial animowany, w którym pojawiło się najwięcej postaci. Łącznie przewinęło się ich przez niego (oraz przez powstałe filmy) aż 1768, licząc od pierwszego odcinka z 1988 do epizodu z 27 marca 2009.

## Fabuła
Anpanman to superbohater z głową z bułki anpan, stworzony przez piekarza Wujka Jama (ジャムおじさん Jamu Ojisan). Razem ze swoimi przyjaciółmi, Anpanman chroni pokoju i sprawiedliwości walcząc z wieloma złoczyńcami, przede wszystkim Baikinmanem (ばいきんまん) z Planety Bakterii.